# Шардин, Губерт
Губерт Рейнхольд Германн Шардин (нем. Hubert Reinhold Hermann Schardin; 17 июня 1902, Штольп, провинция Померания, Германская империя (ныне — Слупск, Поморское воеводство, Польша) — 27 сентября 1965, Фрайбург) — германский баллистик, физик, инженер и преподаватель высшей школы, исследования которого связаны, главным образом, с регистрацией быстропротекающих процессов и высокоскоростной кинематографией, а также с применением указанных методов в баллистике.
В течение ряда лет занимал должность директора германо-французского Института баллистики в городе Сен-Луи — Institut Saint-Louis (ISL), также являлся основателем и руководителем Института динамики быстропротекающих процессов Общества им. Фраунгофера, известного как Институт Эрнста Маха во Фрайбурге (Брайсгау) Ernst-Mach-Institut (EMI) in Freiburg.

## Трудовая деятельность
В 1926 году окончил Высшее техническое училище Берлин-Шарлоттенбург по специальности «техническая физика». В 1927—1929 годах состоял сначала временным, а в 1930—1935 годах — постоянным сотрудником-ассистентом в то время ведущего германского баллистика и тайного советника Карла Кранца Carl Cranz. В 1934 году защитил докторскую диссертацию по теме «Über das Töplersche Schlierenverfahren». В период с осени 1935 по весну 1936 года Г. Шардин сопровождал К. Кранца в командировке в Китай, где, по приглашению китайских военных, они участвовали в создании института баллистики в Нанкине. Во время пребывания в Китае, получил Г. Шардин в ноябре 1935 года приглашение на должность руководителя Института технической физики и баллистики новообразованной Технической академии ВВС Technische Akademie der Luftwaffe (TAL) в Берлине. Основными направлениями работ Г. Шардина в Технической академии стали исследования в области баллистики и механики твердого тела, в частности стекла и распространения процессов разрушения в стекле. 1 декабря 1937 года ему было присвоено звание экстраординарного профессора в Высшем техническом училище Берлина, а с 1942 году — звание ординарного профессора там же (где Г. Шардин работал до 1945 года). В концу войны институт технической физики и баллистики переведен из Берлина (район Гатов) в более безопасное место — Биберах (Biberach an der Riß). 23 апреля 1945 года Биберах был занят сухопутными войсками Франции.
С августа 1945 года Шардин занимал должность научного руководителя, а с 1958 по 1964 год — должность германского директора НИИ в Сен-Луи. В 1947 году ему присвоено звание почётного профессора технической физики Университета Альберта-Людвига во Фрайбурге. Здесь организовал Г. Шардин отделение прикладной физики, на базе которого позднее был создан Институт Эрнста Маха во Фрайбурге, со своими филиалами в городе Вайль-на-Рейне.
В октябре 1964 года профессор Шардин назначен руководителем направления «Военная техника» Министерства обороны ФРГ при одновременном сохранении должности директора Института Эрнста Маха во Фрайбурге.
Шардин является инициатором создания Общества им. Карла Кранца Carl-Cranz-Gesellschaft.
Международный конгресс фоторегистрации быстропротекающих процессов и фотоники (совместно с отраслевым объединением «Физика быстропротекающих процессов») начиная c 1969 года проводит награждения почётной медалью Губерта Шардина.

## Научная деятельность
Направление научной деятельности Г. Шардина является продолжением изысканий Эрнста Маха и Фритца Альборнса Fritz Ahlborns и насчитывает порядка тысячи опубликованных работ. Основное содержание работ Г. Шардина связано с физикой быстропротекающих процессов. Шардин оказал решающее влияние на разработку электрооптических и магнитооптических высокоскоростных импульсных затворов, ему принадлежит заслуга создания фотографических и кинематографических способов регистрации быстропротекающих процессов при помощи электрических разрядов и рентгеновских импульсов. Благодаря тому, что предложенные Г. Шардиным методы регистрации носили новаторский характер, ему удалось развить технику измерений импульсных процессов, возникшую первоначально в качестве узкой дисциплины для решения частных задач баллистики, до уровня общенаучной техники измерений, открыть и указать новые направления её применения.
В 1929 году Г. Шардин совместно с К. Кранцем разработал высокочастотную искровую камеру Funkenzeitlupenkamera, с помощью которой были получены качественные изображения пули (снаряда) на полете. В 1939 году Институт баллистики совместно с научно-исследовательской лабораторией фирмы Siemens разработал рентгеноимпульсную установку, скорость съёмки которой достигала 45 тыс. кадров в секунду. С помощью этой установки впервые были получены и проанализированы изображения процесса образования кумулятивного струи и действия кумулятивной струи на броню. В дальнейшем Управление вооружения сухопутных войск Heereswaffenamt и Техническая академия ВВС (Шардин) Technische Akademie der Luftwaffe провели многочисленные отработки оптимальной конструкции кумулятивного заряда, которые нашли непосредственное применение при создании образцов вооружения, наиболее известным из которых является «Панцерфауст».

## Институт ISL в Сен-Луи
Г. Шардин является основателем германо-французского научно-исследовательского института баллистики ISL во французском городе Сен-Луи. В конце войны среди союзных держав происходила самая настоящая гонка в стремлении завладеть знаниями и опытом германских исследователей и инженеров оборонных отраслей. Не являлась исключением и руководимая Г. Шардиным Техническая академия ВВС, оказавшаяся в фокусе интересов США и Франции. Г. Шардин с группой сотрудников был приглашен во Францию для работы на французское правительство в расположенном в Эльзасе городке Сен-Луи. Он принял предложение и 1 августа 1945 года приступил к работе вместе с 32 немецкими учёными (по другим данным группа из 95 учёных и инженеров) в качестве госслужащих в составе структурного подразделения французского министерства обороны DEFA — Direction des Etudes et Fabrications d’Armament. Шардин со своей семьей поселился в расположенном поблизости немецком город Вайль на Рейне. 1 августа 1945 года начато строительство и оснащение нового института баллистики «Laboratoire de Recherches Techniques de Saint-Louis» (LRSL).
В то время Шардин научно-технический директор Института продолжил исследования составных образцов стекла, процессов распространения трещин и разрушения. В области военно-технических исследований Шардин занимался проблемами взрыва и детонации. С 1954 года занимался исследованиями преимущественно в области защитных сооружений и защиты гражданского населения от поражающих факторов атомного оружия, в частности от ударной волны.
Вместе с французским генерал-инженером Robert Cassagnou Г. Шардин много времени уделял дальнейшему расширению Института до 1959 года, когда наконец, после двух лет переговоров, он был преобразован в германо-французский Институт Сен Луи ISL.

## Институт Эрнста Маха во Фрайбурге
В 1945 году сразу после образования института ISL в Сен-Луи Шардин начал искать контакты с ближайшим немецким университетом во Фрайбурге (Брайсгау). Здесь в 1947 году ему было присвоено звание почётного профессора Университета. Начиная с 1949 года Шардин основал и отстроил отделение прикладной физики Физического института Университета. В 1959 году отделение прикладной физики было выделено из структуры Университета, и передано Обществу Фраунгофера под именем Институт Эрнста Маха Ernst-Mach-Institut (EMI). Позднее, в 1979 году, институт получил новое обозначение — Институт динамики быстропротекающих процессов общества Фраунгофера с добавлением — Институт Эрнста Маха.
После начального периода ограничений, наложенных оккупационными властями, начиная с 1955 года появились благодаря Г. Шардину новые направления работ, сначала в отделении прикладной физики, а позднее — в Институте Эрнста Маха. К ним относятся: поведение строительных материалов при динамических нагрузках, процессы разрушения стекол и пластмасс, газодинамические и аэродинамические процессы, физика ударных волн, разработка процессов моделирования ударных волн.
В 1960 году на месте старой каменоломни началось строительство опытной площадки Wintersweiler — филиала № 1 Института Эрнста Маха, предназначенной для проведения опытных подрывов и испытаний по моделированию взрывного нагружения. В 1964 году в городе Вайль на Рейне, резиденции Г. Шардина, образовано Отделение баллистики — филиал № 2 Института Эрнста Маха.

## Избранные работы
- Die Grundlagen einer exakten Anwendung und quantitativen Auswertung der Toeplerschen Schlierenmethode. — Berlin: VDI-Verlag G.m.b.H., 1934. — Диссертация: Основы точного применения и количественной оценки шлирен-метода Тёплера.
- Physikalische Vorgänge bei hohen Belastungen und Belastungsgeschwindigkeiten. // Schriften der Deutschen Akademie der Luftfahrtforschung. — Heft 40 (1939). — S. 21.
- Veröffentlichungen der Reichsstelle für den Unterrichtsfilm. Nr. C 142, Beschuss von Drähten und Panzerplatten. — Göttingen: Institut f. d. wiss. Film, 1937.
- Bemerkungen zum Druckausgleichsvorgang in einer Rohrleitung. // Phys. ZS'. — Bd 2, 1932. — S. 60—64. (Grundlage zur Theorie des Stoßwellenrohrs)
- Naturwissenschaften und Waffentechnik. // Luftwissen 1943. — Bd. 2, № 1. — S. 5.
- Schardin-lecture: «The Importance of Gas Dynamics in Ballistics». — Saint-Louis Oct. 1946.